# Pseudonicsara dilatata
Pseudonicsara dilatata är en insektsart som beskrevs av Sigfrid Ingrisch 2009. Pseudonicsara dilatata ingår i släktet Pseudonicsara och familjen vårtbitare. Inga underarter finns listade i Catalogue of Life.